# Grand Prix Sezon 1913
Sezon Grand Prix 1913 – kolejny sezon wyścigów Grand Prix organizowanych w Europie i Stanach Zjednoczonych przez AIACR.

## Podsumowanie Sezonu

### Grandes Épreuves
| Data     | Grand Prix         | Tor    | Zwycięzca (kierowcy) | Zwycięzca (konstruktorzy) | Wyniki |
| -------- | ------------------ | ------ | -------------------- | ------------------------- | ------ |
| 12 lipca | Grand Prix Francji | Amiens | Georges Boillot      | Peugeot                   | Wyniki |

### Pozostałe Grand Prix
| Data       | Grand Prix           | Tor           | Zwycięzca (kierowcy) | Zwycięzca (konstruktorzy) | Wyniki |
| ---------- | -------------------- | ------------- | -------------------- | ------------------------- | ------ |
| 7 czerwca  | Grand Prix Rosji     | St Petersburg | Gieorgij Suworin     | Mercedes                  | Wyniki |
| 15 czerwca | Grand Prix Hiszpanii | Guadarrama    | Carlos de Salamanca  | Rolls Royce               | Wyniki |
| 5 sierpnia | Grand Prix de France | Le Mans       | Paul Bablot          | Delage                    | Wyniki |